# Kleinotten
Kleinotten ist eine Ortschaft in Niederösterreich und eine Katastralgemeinde der Stadtgemeinde Zwettl-Niederösterreich. Am 1. Jänner 2024 hatte die Ortschaft 130 Einwohner auf einer Fläche von 5,11 km².

## Geografie
Kleinotten liegt in einer Entfernung von etwa zehn Kilometern nördlich des Stadtzentrums von Zwettl an der Zwettler Straße (B 36) und ist durch den Postbus mit dem österreichischen Überlandbusnetz verbunden.
Das Gemeindegebiet grenzt nördlich an die Katastralgemeinde Mayerhöfen, im Nordosten an die zur Marktgemeinde Echsenbach gehörende Katastralgemeinde Gerweis, östlich an Hörmanns, im Südosten an Germanns, südlich an Großglobnitz, im Westen an Bösenneunzen und nordwestlich an Ottenschlag.

## Geschichte
Kleinotten wurde im Jahr 1200 als Otten zum ersten Mal urkundlich erwähnt. Der Name bedeutet „Siedlung eines Mannes mit dem Namen Otto“.
Laut Adressbuch von Österreich waren im Jahr 1938 in Kleinotten ein Gemischtwarenhändler, eine Marktfahrerin, ein Sägewerk, ein Schmied und zahlreiche Landwirte ansässig. Außerhalb des Ortes befand sich eine Ziegelei.